# Armação Ilimitada
Armação Ilimitada va ser una sèrie brasilera dirigida al públic adolescent de Rede Globo, emesa els divendres entre 1985 i 1988. Barrejava aventura i esports i altres temes típics de la zona sud de Rio de Janeiro.
La sèrie formava part del programa Sexta Super, i era exhibida un cop al mes el primer any, i quinzenalment des del segon any, en episodis de 45 minuts.

## El programa
El projecte va ser concebut a partir d'un esbós de Kadu Moliterno i André De Biase, que havien treballay plegats a la telenovel·la Partido Alto el 1984. La idea fou concretada per Daniel Filho, que va apostar i va invertir en la sèrie d'aventures presentada a ritme de videoclips.

## Personatge
- Juba (Kadu Moliterno) i Lula (André de Biase) - Dos joves amics que viuen junts a la zona sud de Rio de Janeiro i tenen una petita empresa de serveis, Armação Ilimitada. Entre les activitats que realitzen es troben el submarinisme, pilotatge, competicions esportives i, fins i tot, treballar com a doble de cinema.
- Zelda Scott (Andréa Beltrão) - filla d'un exiliat polític (Paulo José) i interina del diari Correio do Crepúsculo, comença a mantenir una relació amorosa amb Juba i Lula, formant un triangle amorós mai resolt perquè la noia no veu cap problema a estimar els dos alhora.
- Bacana (Jonas Torres) - un orfe molt intel·ligent que s'uneix a Juba, Lula i Zelda.
- Cap de Zelda (Francisco Milani) - Només anomenat «Chefe», l'editor del Correio do Crepúsculo apareix sempre caricaturitzat segons el que significava per Zelda, sempre literalment. Per exemple, quan va dir que despatxava els afers del diari, apareixia en un ritual candomblé. Si ella l'anomenava nazi, apareixia vestit de Hitler, parlant alemany i fent gestos.
- Ronalda Cristina (Catarina Abdala) –millor amiga de Zelda– i com deia ella mateixa, era la «reina de l'últim crit», és a dir, s'adheria sempre incondicionalment a la moda del moment.
- Black Boy (Nara Gil) - DJ que narrava els esdeveniments en directe des d'un estudi de ràdio.

## Curiositats
- La sèrie va innovar. en molts aspectes, tant en text com en imatges. Els episodis rtrn narrats per Black Boy (Nara Gil), un DJ que interpretava cançons i, alhora, narrava i comentava les trames, en l'escenari d'estudi de ràdio, probablement inspirat en un personatge de la pel·lícula de 1979 Els amos de la nit.
- La banda sonora, acreditada per Ari Mendes, té al començament un riff de guitarra pres gairebé completament de la cançó Say What You Will de Fastway al seu primer disc, de 1983.
- El 1989 la sèrie fou succeïda per la sèrie Juba & Lula, de curta duració.

## Reposicions
Des de la seva finalització, la sèrie fou reposada diverses vegades: el 1988, alguns episodis van emetre's a la Sessão Aventura; el 1990, fou una de les atraccions del Festival 25 Anos; el 1997, quan Globo va perdre els drets sobre partits de futbol davant SBT i va omplir el diumenges a la tarda amb reposicions d'antics programes; i el 2005, commemorant els 40 anys de Rede Globo, al canal de cable Multishow. De gener a abril d'aquell any es van reemetre els tres primers anys de la sèrie.
Va ser reposada per Canal Viva a partir de l'1 de maig de 2011, en substitució de la sèrie A Justiceira, en commemoració del 1r any del canal. Entre el 2 d'abril i el 27 de juny de 2012, el Canal Viva va fer una segona reposició de la sèrie.

## DVD
En agost de 2007 fou llançat una Caixa recopilatòria amb 2 DVDs dels millors episodis per Som Livre.

## Premis
La sèrie va rebre un dels Premis Ondas 1985, concedit per la Cadena Ser.